# Better the Devil You Know
"Better the Devil You Know" er en sang af den australske sangerinde Kylie Minogue fra hendes tredje album Rhythm of Love (1990). Sangen blev skrevet og produceret af Stock, Aitken og Waterman, som var også de eneste producenter og sangskrivere af Minogues to første albums.

## Udgivelse
Sangen blev udgivet som albummets første single den 30. april 1990 af Mushroom Records. Musikalsk ligesom hendes andre sange, "Better the Devil You Know" er en dance-pop sang som indeholder små elementer af electronica, synthpop og disco-påvirkninger.
"Better the Devil You Know" er Minogues femte single som nåede andenpladsen på hitlisten for to uger. Sangen tilbragt ti uger på hitlisterne og blev certificeret sølv af British Phonographic Industry med salg på over 200.000 eksemplarer. I Australien nåede sangen nummer fem på ARIA Charts og senere nummer fire. Sangen blev certificeret guld af Australian Recording Industry Association med salg på over 35.000 eksemplarer.
Sangen var ikke vellykket i New Zealand og nåede nummer 34. I Frankrig nåede sangen nummer 38 og et par uger nåede senere nummer 13. Sangen opholdt sig på hitlisterne for seksten uger. I Nederlandene nåede sangen nummer 96. Sangen var meget vellykket i dette land og senere nåede nummer 16 på hitlisterne. Den tilbragte i alt tretten uger på hitlisterne. Sangen havde en moderat succes i andre europæiske lande, herunder Østrig, Danmark og Schweiz.

## Musikvideo
Musikvideoen for sangen blev filmet i Melbourne, Australien. Videoen viser Minogue i meget milde seksuelt orienterede scener. Den vakte kontrovers fordi den viste Minogue i en mere moden image end videoer fra tidligere år.

## Format og sporliste
CD single
1. "Better the Devil You Know" – 3:52
2. "Better the Devil You Know" (Mad March Hare Mix) – 7:09
3. "I'm Over Dreaming (Over You)" (7" Mix) – 3:21

7" single
1. "Better the Devil You Know" – 3:52
2. "I'm Over Dreaming (Over You)" (7" Mix) – 3:21

12" single
1. "Better the Devil You Know" (Mad March Hare Mix) – 7:09
2. "I'm Over Dreaming (Over You)" (Extended Mix) – 4:54

## Hitliste
| Hitliste                                         | Placering |
| ------------------------------------------------ | --------- |
| Australien (ARIA)                                | 4         |
| Østrig (Ö3 Austria Top 40)                       | 27        |
| Belgien (Ultratop 50 Flanderen)                  | 5         |
| Frankrig (SNEP)                                  | 13        |
| Tyskland (Official German Charts)                | 24        |
| Ireland (IRMA)                                   | 4         |
| Israel (Media Forest)                            | 1         |
| Holland (Dutch Top 40)                           | 22        |
| Holland (Single Top 100)                         | 16        |
| New Zealand (RIANZ)                              | 27        |
| Sverige (Sverigetopplistan)                      | 13        |
| Schweiz (Schweizer Hitparade)                    | 21        |
| Storbritannien Singles (Official Charts Company) | 2         |

## Certificering
| Land                 | Certificering |
| -------------------- | ------------- |
| Australien (ARIA)    | Gold          |
| Storbritannien (BPI) | Sølv          |